# Chamelles
Les Chamelles (en arabe العوائذ alʽawaʼid) sont un astérisme de la constellation du Dragon décrit par les anciennes tribus nomades arabes. L'astérisme était interprété comme un anneau de chamelles - Beta Draconis (Rastaban), Gamma Draconis (Eltanin), Nu Draconis (Kuma) et Xi Draconis (Grumium) - entourant un chamelon (l'étoile pâle HD 161693, Alruba), avec une autre chamelle, Mu Draconis (Alrakis), courant les rejoindre,. 
Les Arabes ne voyaient pas la constellation du Dragon telle qu'on la perçoit maintenant. Les chamelles protégeaient le chamelon de l'attaque de deux loups ou chacals - Zeta Draconis (Aldhibah) et Eta Draconis (Athebyne). La paire d'étoiles peu brillantes Omega Draconis et 27 Draconis étaient connues sous le nom de « griffes du loup » (الأظفار الذئب al-ʼaẓfār al-dhiʼb ). 